# Будівельний камінь у Тернопільській області
Будівельний камінь у Тернопільській області — гірські породи на території Тернопільщини, що використовують у будівництві, переважно як бутовий камінь (бут), щебінь тощо.

## Загальний опис
В області як камінь будівельний використовують вапняки, пісковики і доломіти. Вапняки силурійського періоду поширені тільки у південно-східних районах Тернопільщини, глибина їх залягання — 0-80 м, заг. потужн. 5060 м. Міоценові вапняки розміщені переважно в межах Товтрової гряди, представлені світло-сірими, жовтуватими черепашковими, детритовими, оолітовими. Глибина залягання — 0-15 м, потужн. звич. 3-20 м, у межах гряди — до 100 м і більше. Доломіти девонського періоду — темно-сірі до чорних, щільні, масивні серед. потужн. до 37 м розробляють у Завадівському родовищі (Монастириського району). Пісковики девонського віку залягають переважно у південних районах Тернопільщини і представлені кварцово-слюдистими, тонкозернистими, масив. відмінами різного забарвлення — від сірого до бурувато-червоного.
В області розвідано і взято на баланс 20 родовищ вапняків (запаси на 2000 — 80217 тис. м³), 8 родовищ пісковиків (7590 тис. м3) і 1 родовище доломітів (6501 тис. м3). Нині розробляють 12 родовищ. Крім того, ще 3 родовища вапняку розвідані й не враховані Держбалансом і 40 родовищ (по 20 — вапняків і пісковиків) попередньо обстежені (їх запаси −3530 тис. м3). Усі балансові родовища в обл. належать до дрібних (крім єдиного — Бродок Лівобережний Борщів. р-ну) із запасами менше 15 млн т.
За обсягом розвіданих запасів будівельного каменю виділяється лише Борщівський район (41,4 млн м³), по 514 млн м³ — у Теребовлянському, Монастириському, Підволочиському, Гусятинському та Зборівському районах.
В інших районах області обсяг розвіданих запасів становить 0,1-3,1 млн м³; не розвідані запаси — Козівського і Підгаєцького районів. Найбільші обсяги видобутку сировини — на родовищах Бродок Лівобережний, Новосілківське, Дітковецьке, Старозбаразьке, Гаї-Розтоцьке, Скала-Подільське, Завадівське.